# 6990 Toya
6990 Toya eller 1994 XU4 är en asteroid i huvudbältet som upptäcktes den 9 december 1994 av den japanska astronomen Takao Kobayashi vid Ōizumi-observatoriet. Den är uppkallad efter berget Toya i Japan.
Asteroiden har en diameter på ungefär 14 kilometer och den tillhör asteroidgruppen Themis.